# إنقاذ لينينغراد
إنقاذ لينينغراد والمعروف أيضاً باسم معركة لينينغراد (بالروسية: Спасти Ленинград)، هو فيلم درامي حرب روسي لعام 2019 كُتب عن طريق الحياة، مأساة الدم «البارجة 752»، التي وقعت ليلة 16 إلى 17 سبتمبر 1941، في بحيرة لادوغا. أثناء إجلاء الناس من لينينغراد، قصفت الطائرات الحربية النازية البارجة وذهبت إلى القاع، مما أسفر عن مقتل أكثر من 1000 شخص. في الوقت نفسه، قتل 460 شخصاً في بارجة تجرها حربية «سليمجها» كانت تنقل وقوداً وإمدادات عسكرية إلى لينينغراد. تدور أحداث الفيلم خلال فترة الجبهة الشرقية في الحرب العالمية الثانية ويركز على بداية حصار لينينغراد.
أخرج الفيلم أليكسي كوزلوف، الذي شارك في كتابة السيناريو وإنتاجه أركادي فاتيف. من النجوم ماريا ميلنيكوفا في دور ناستيا تكاتشيوفا، وأندريه ميرونوف-أودالوف في دور المتدرب كوستيا غوريلوف، وكذلك غيلا ميسخي، أناستاسيا ميلنيكوفا في أدوارهم السينمائية الأولى.
تم إصدار فيلم إنقاذ لينينغراد في الاتحاد الروسي بواسطة يونيفرسال بيكشرز في 27 يناير 2019، عشية الذكرى 75 لرفع الحصار في سانت بطرسبرغ (آنذاك، لينينغراد).

## خلفية

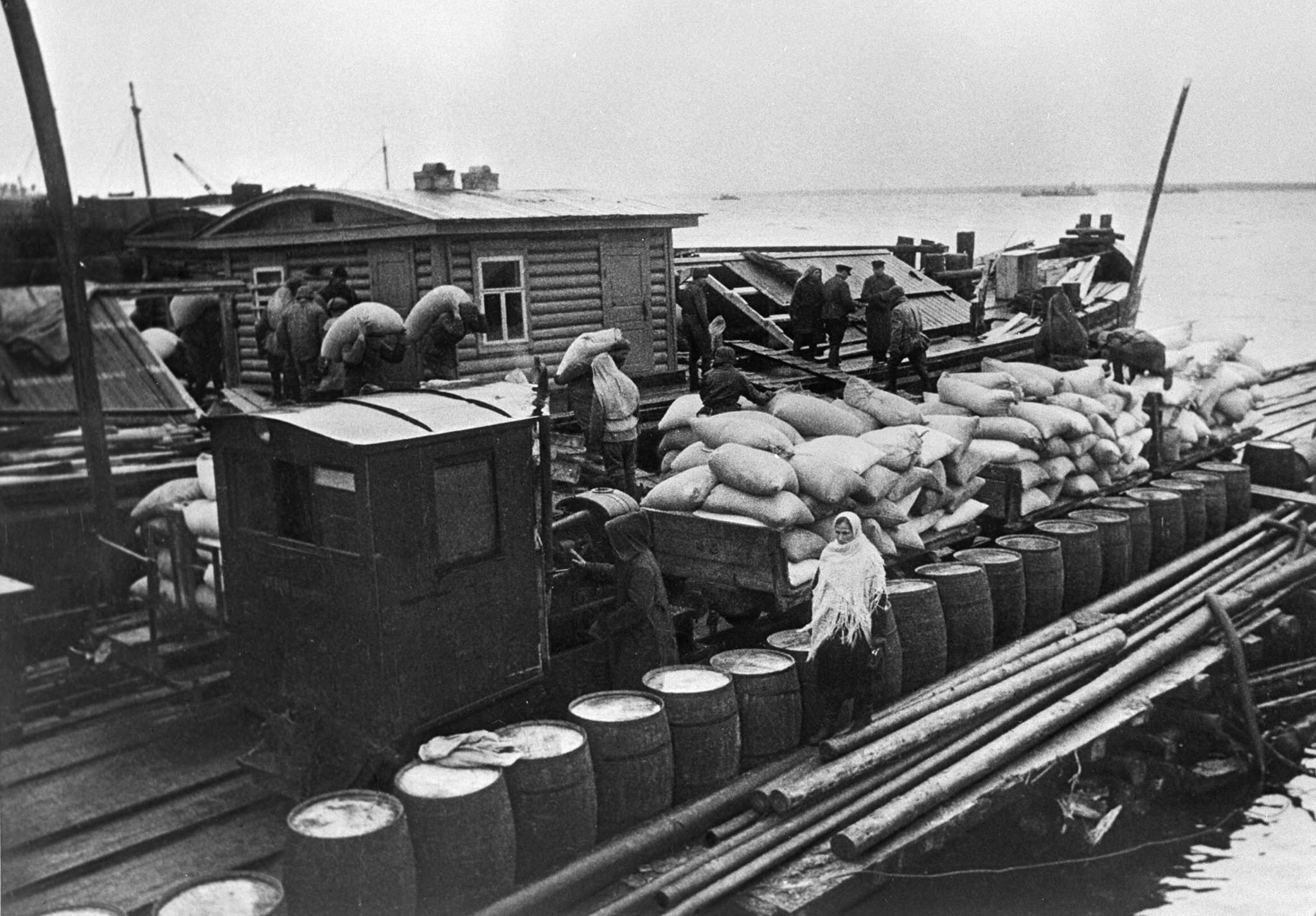
تسليم المواد الغذائية إلى لينينغراد المحاصرة على متن قارب على بحيرة لادوغا.

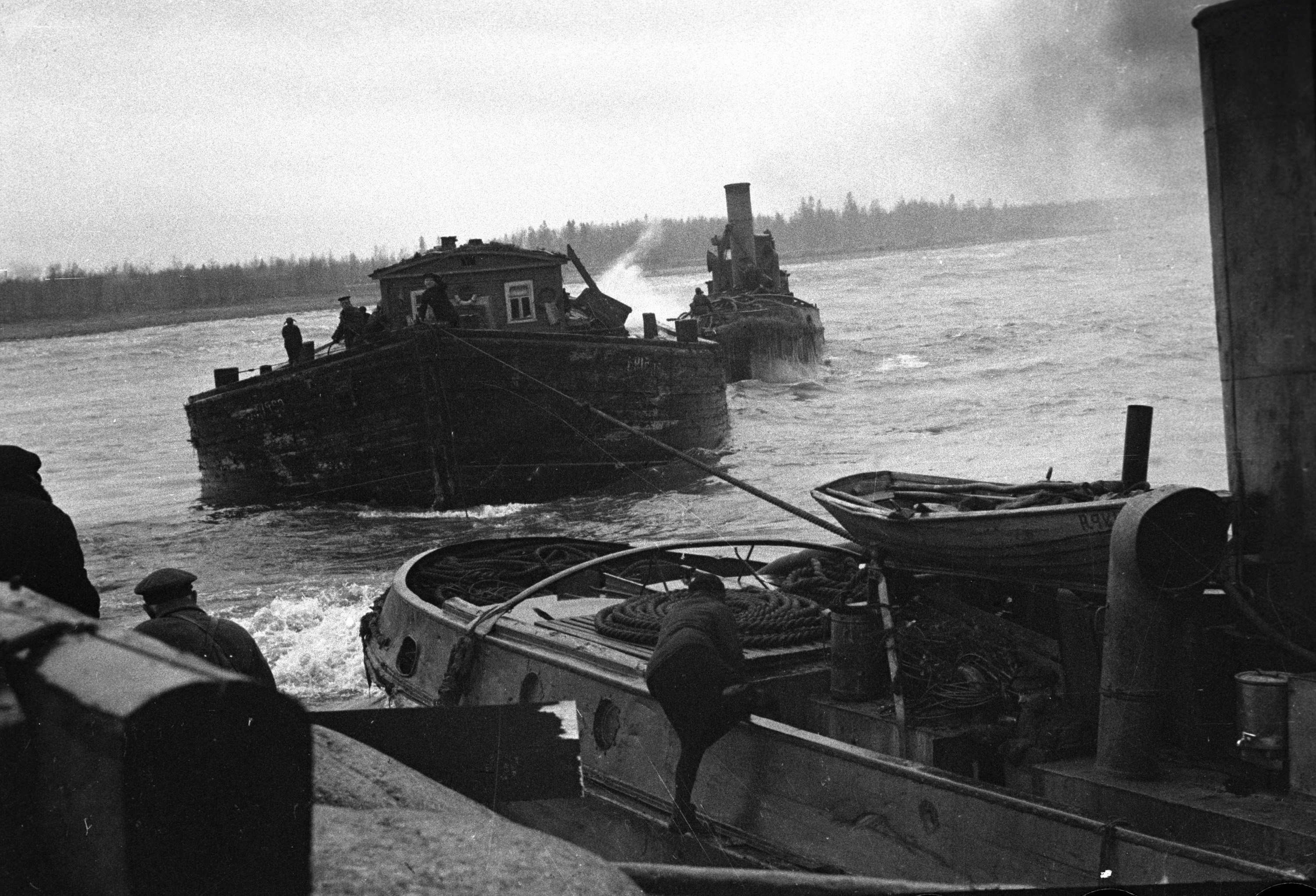
قواطع تحمل مواد غذائية إلى لينينغراد المحاصرة على بحيرة لادوغا.

اللينينغراديين الذين تم إرسالهم للإخلاء في بحيرة لادوغا، أصبحوا ضحايا فيضان البارجة رقم 752.
القصة تستند إلى أحداث حقيقية لبصمة البارجة رقم 752 التي تم استخدامها كقارب صيد وقدمت الطعام إلى لينينغراد المحاصرة على طريق الحياة. في ليلة 17 سبتمبر 1941، أثناء إجلاء الناس من لينينغراد، تسربت البارجة وغرقت في أعماق بحيرة لادوغا وعلى متنها ألف شخص. في الوقت نفسه، لقي 460 شخصاً حتفهم في بارجة كان يسحبها قارب «سليمزا»، الذي كان يحمل تعزيزات عسكرية إلى لينينغراد. جنباُ إلى جنب مع «سليمزا»، ساعد القارب «أوريول» في جر البارجة وتمكنوا معاً من إنقاذ 240 شخصاً و 216 و 24 شخصاً على التوالي. 433 متدرباً و 132 خريجاً من الأكاديمية الطبية العسكرية و 8 ضباط صغار و 36 ضابطاً و 46 امرأة، بالإضافة إلى جميع من كانوا على البارجة مع أطفالهم و 30 عاملاً مدنياً وأعضاء الأكاديمية الطبية البحرية والإدارة الهيدروغرافية للبحرية، والتي ضمت أكثر من 685 شخصاً.
بالإضافة إلى ذلك، قُتل فئة كاملة من طلاب مدرسة لينينغراد العسكرية للهندسة وطلاب المدرسة المهنية، إلى جانب الضباط والنساء وجميع الأطفال والموظفين التقنيين والمدفعيين الذين كانوا معهم. من بين الناجين 184 شخصاُ (160 تم إحضارهم إلى قارب أوريول و 24 إلى سليمزا)، ينتمون إلى الأكاديمية الطبية البحرية وإدارة الهيدروغرافيا البحرية، و 56 مدنياً آخرين.

## القصة
في الاتحاد السوفيتي خلال سبتمبر 1941 كان هناك إجلاء طارئ للناس من لينينغراد عبر بحيرة لادوغا. بلهفة من القدر، يوجد زوجان شابان، المدفعي كوستيا غوريلوف وصديقته ناستيا تكاتشيوفا، على متن البارجة المتهدمة 752، والغرض منها إخلاء سكان حصار لينينغراد. البارجة مهترئة بشدة، لكن نيكولاي جوريلوف، والد كوستيا، الذي تحمل المسؤولية، أمر بتحميلها بأكثر من 1000 شخص، من بينهم ابنه. ومن بين الذين تم إجلاؤهم محقق المفوضية الشعبية للشؤون الداخلية فاديم بتروشيك، الذي قاد القضية ضد والد ناستيا.
تمت مراجعة حالة الأب المكبوت ناستيا. تم إطلاق سراحه وإرساله إلى الجبهة، إلى نفس الجزء من الجبهة حيث البارجة. تم إيقاف الطلاب العسكريين، الذين كانوا يسيرون إلى البارجة، وتم إرسال طلاب المدفعية لاستعادة القناة.
في الليل تتعرض السفينة لعاصفة وتتعرض لكارثة. في موقع المأساة، لم يكن أول من يأتون من رجال الإنقاذ، بل طائرات معادية.

## إنتاج

### التصوير
استمرت عملية التصوير من مايو حتى يوليو 2018 وامتدت 60 وردية. وجرت بعض عمليات إطلاق نار في موسكو و‌سانت بطرسبرغ و‌نيجني نوفغورود أوبلاست.
تم التصوير في سانت بطرسبرغ وضواحيها في مايو 2018 بالتعاون مع لين فيلم. في يونيو 2018، تم التقاط صور إضافية على شاطئ مقاطعة بحيرة إيلمن في أوبلاست نوفغورود.

## إصدار
تم إصدار فيلم إنقاذ لينينغراد في الاتحاد الروسي بواسطة يونيفرسال بيكشرز في 27 يناير 2019.

## استقبال
حصل الفيلم على تقييمات متوسطة من نقاد الفيلم. على موقع Megacritic سجل 5.8 نقطة من أصل 10 وفقاً لـ 12 تقييماً. كتب دينيس ستوبنيكوف، في وكالة الأنباء InterMedia: «أصبح الفيلم ترنيمة للمساعدة المتبادلة، وبفضل ذلك حدد بواقعية أوجه القصور في كل شخصية في النهاية تماماً».
انتقد آخرون الفيلم لضعف التمثيل، والتوجيه البدائي، وعدم الاتساق مع الأحداث الحقيقية، والسلوك غير المنطقي للشخصيات، والتحرير السيئ، والسيناريو المفكك، وسألوا عن سبب فشل الفيلم في شباك التذاكر.